# Cohors I Gaetulorum
Die Cohors I Gaetulorum (deutsch 1. Kohorte der Gaetuler) war eine römische Auxiliareinheit. Sie ist durch Militärdiplome und Inschriften belegt.

## Namensbestandteile
- Cohors: Die Kohorte war eine Infanterieeinheit der Auxiliartruppen in der römischen Armee.

- I: Die römische Zahl steht für die Ordnungszahl die erste (lateinisch prima). Daher wird der Name dieser Militäreinheit als Cohors prima .. ausgesprochen.

- Gaetulorum: der Gaetuler. Die Soldaten der Kohorte wurden bei Aufstellung der Einheit aus den verschiedenen Stämmen der Gaetuler rekrutiert.

Da es keine Hinweise auf die Namenszusätze milliaria (1000 Mann) und equitata (teilberitten) gibt, ist davon auszugehen, dass es sich um eine reine Infanterie-Kohorte (Cohors quingenaria peditata) handelt. Die Sollstärke der Einheit lag bei 480 Mann, bestehend aus 6 Centurien mit jeweils 80 Mann.

## Geschichte
Die Kohorte war in den Provinzen Alpes Maritimae und Syria (in dieser Reihenfolge) stationiert. Sie ist auf Militärdiplomen für die Jahre 88 bis 153 n. Chr. aufgeführt.
Die Einheit wurde wahrscheinlich unter Claudius (41–54) aufgestellt und war zunächst in der Provinz Alpes Maritimae stationiert. Vermutlich während der Regierungszeit von Vespasian (69–79) wurde die Kohorte in die Provinz Syria verlegt. Der erste Nachweis der Einheit in Syria beruht auf Diplomen, die auf das Jahr 88 datiert sind. In den Diplomen wird die Kohorte als Teil der Truppen (siehe Römische Streitkräfte in Syria) aufgeführt, die in der Provinz stationiert waren. Weitere Diplome, die auf 91 bis 153 datiert sind, belegen die Einheit in derselben Provinz.

## Standorte
Standorte der Kohorte in Alpes Maritimae waren:
- Cemenelum (Cimiez): Mehrere Inschriften wurden hier gefunden.

## Angehörige der Kohorte
Folgende Angehörige der Kohorte sind bekannt.

### Kommandeure
| - Titus Antonius Claudius Alfenus Arignotus, ein Praepositus - M(arcus) Claudius Restitutus, ein Präfekt (CIL 8, 7039) | - Sp(urius) Turranius Proculus Gellianus, ein Präfekt (CIL 10, 797) |

### Sonstige
| - Felix, ein Centurio (AE 1981, 602) - Gallianus, ein Centurio (CIL 5, 7898) - Gallus, ein Centurio (AE 1964, 243, AE 1981, 603) - Hospes, ein Soldat (AE 1981, 602) - L(ucius) Abricius Ulato, ein Soldat (AE 1981, 603) - L(ucius) Severus Iasucten (AE 1964, 244) | - P(ublius) Variu[s] Rusticus, ein Soldat (CIL 5, 7820) - Postumus, ein Centurio (AE 1964, 244) - Quadratus (CIL 5, 7895) - Tertius, ein Soldat (CIL 5, 7898) - T(itus) Annius Firmus, ein Vexillarius (AE 1964, 243) - T(itus) Iu(v)entius Servatus, ein Soldat (AE 1981, 603) |